# Veränderter Bewusstseinszustand
Veränderter Bewusstseinszustand (abgekürzt VBZ, auch außergewöhnlicher Bewusstseinszustand oder erweiterter Bewusstseinszustand, englisch altered state of consciousness (ASC), manchmal auch veränderter Wachbewusstseinszustand (VWB) oder außergewöhnliche Erfahrung (AgE)) bezeichnet eine nach verschiedenen Kriterien festgelegte Modulation des Bewusstseins und damit eine Art bewusster mentaler Zustand. 
Den Begriff in seiner heutigen Verwendung prägte der Psychiater Arnold M. Ludwig 1966, nachdem er eine umfangreiche Übersicht über bekannte Bewusstseinsveränderungen angelegt hatte. Auch der amerikanische Psychologe Charles Tart hat wesentlich zur Bekanntheit des Begriffs beigetragen. Ebenso wenig wie es heute eine allgemeine anerkannte Definition von Bewusstsein gibt, gibt es eine allgemeine Definition von veränderten Bewusstseinszuständen. Die bis zur Mitte des 20. Jahrhunderts hauptsächlich verfolgten Modelle aus dem Bereich der Psychologie, Philosophie und Anthropologie werden heute ergänzt durch Modelle aus der Neurochemie und Neurophysiologie. Daneben sind veränderte Bewusstseinszustände auch in fast allen Kulturen und Religionen von Bedeutung. Zur gezielten Anwendung kommen sie auch bei psychotherapeutischen Behandlungen.

## Begriff und Abgrenzung
Ebenso wenig wie für das Phänomen Bewusstsein existiert für veränderte Bewusstseinszustände ein allgemein anerkanntes, tragfähiges Modell. Dieser Mangel liegt auch an den vielfältigen Bedeutungen und Verwendungen des Begriffes „Bewusstsein“. Die Besonderheit in der Erforschung des Bewusstseins liegt in der Möglichkeit, zwei gegensätzliche Forschungsweisen zu verfolgen. Da die neuronalen Strukturen und Funktionen als Voraussetzung für Bewusstsein gelten, sind die naturwissenschaftlichen Methoden, insbesondere die neurowissenschaftlichen Forschungsansätze, der eine Zugang. Da zudem auch psychologische und soziale Aspekte und Funktionen wesentlicher Teil der Betrachtung des Bewusstseins sind und somit psychologische und sozialwissenschaftliche Methoden angewendet werden, nennt man diesen Ansatz auch allgemeiner die „Dritte-Person-Perspektive“. Der andere Zugang ist die subjektive Erfahrung, die sogenannte Erste-Person-Perspektive, die immer zur Abgrenzung und Beschreibung von Zuständen genutzt wird. Dieser subjektive Forschungszugang beruht auf der sogenannten Introspektion und ist somit Teil eines der wichtigsten Probleme in der aktuellen Bewusstseinsphilosophie, der epistemischen Asymmetrie. Das Problem dieser Erste-Person-Perspektive dabei ist, dass sie zufällig ist. Ebenso gilt sie als epistemologisch nicht abgesichert. Die Gegenüberstellung und das Zusammenwirken dieser zwei grundverschiedenen Methoden sind für die Erforschung von Bewusstseinszuständen und zur Gewinnung von Erkenntnissen allerdings so wesentlich wie in keinem anderen Wissenschaftsfeld.
In der Diskussion über ein verändertes Bewusstsein wird auch deutlich, dass kein allgemeiner Konsens darüber besteht, was genau mit Bewusstsein gemeint ist. So wird der Begriff in vielfältiger Weise gebraucht. Bewusstsein kann beispielsweise als eine kognitive Funktion wie Aufmerksamkeit oder als phänomenologisches Konzept im Sinne von subjektiver Erfahrung verstanden werden. Während die Frage nach dem Bewusstsein selbst hauptsächlich in der Psychologie und Philosophie gestellt wurde, beschäftigten sich dagegen meistens Mediziner und Psychiater mit der Frage nach bestimmten Zuständen und Störungen des Bewusstseins.
Unterschieden wird ein VBZ in der Regel von einer reinen Modulation des Ich-Erlebens, bei der verschiedene kognitive Funktionen wie das Gedächtnis oder die Wahrnehmung nicht mehr wie gewohnt in ein Selbstbild integriert werden. Ebenso sind veränderte Bewusstseinszustände auch keine mentalen Simulationen wie ein Gedankenexperiment. Unterscheidungen zum psychiatrischen Bereich der Bewusstseinsminderung und Bewusstseinsstörungen werden nicht allgemein vorgenommen und werden häufig diskutiert.
Da sich zudem veränderte Bewusstseinszustände nicht nur vor einem kulturellen, religiösen und ideengeschichtlichen Kontext manifestieren, sondern diesen auch mitprägen, ist jeder Versuch einer Modellbildung schwierig. Die Erforschung von veränderten Bewusstseinszuständen gilt auch als Möglichkeit, allgemein die Entstehung, Aufrechterhaltung und Entwicklung des Bewusstseins besser zu verstehen.

### Definitionen und ihre Schwierigkeiten
Eine bis heute verbreitete Definition von Bewusstseinszuständen stammt von Charles Tart. Er orientiert sich dabei an Arnold M. Ludwig, der 1966 die subjektiven Veränderungen im Erleben relativ zu einem „Normalbewusstsein“ als Maßstab für veränderte Bewusstseinsinhalte nimmt. Tart definiert einen veränderten Bewusstseinszustand über eine deutliche qualitative Veränderung des Musters der geistigen Verarbeitung bzw. der Art mentaler Funktionen. Damit grenzt er sie einerseits gegen bloße Veränderungen von Gefühlen und anderen Bewusstseinsinhalten ab. Andererseits fokussiert sich diese Definition auf die subjektive Erfahrung und nimmt keinen direkten Bezug zu empirischen Messungen oder Verhaltensbeobachtungen. Dennoch können veränderte Bewusstseinszustände nach Tart auch mit einer Reihe subjektiv und objektiv veränderter Parameter einhergehen.
G. William Farthing variiert diese Definition 1992 nur leicht:

„Ein veränderter Bewusstseinszustand ist ein zeitweiser Wechsel im Gesamtmuster subjektiver Erfahrung, so dass das Individuum glaubt, seine psychischen Funktionen seien deutlich verschieden von bestimmten allgemeinen Normen seines normalen Wachbewusstseins.“

Um das weite Spektrum an möglichen Erfahrungen im „normalen“ Wachbewusstsein von veränderten Bewusstseinszuständen zu trennen, definieren Tart (1969) und Farthing (1992) deshalb ASCs anhand von sechs Kriterien:
1. ASCs sind nicht nur Veränderungen der Bewusstseinsinhalte.
2. ASCs zeichnen sich durch ein verändertes „Schema der Erfahrung“ aus, nicht nur in der Veränderung einzelner Aspekte oder Dimensionen.
3. ASCs müssen nicht unbedingt sofort bemerkt werden; ihr Auftreten kann auch erst später festgestellt werden.
4. ASCs sind relativ kurzzeitig und reversibel.
5. ASCs werden ausgehend von den Unterschieden zum Alltagsbewusstsein beschrieben und identifiziert.
6. ASCs sind letztlich durch die subjektive Erfahrung definiert und nicht durch Verhalten oder physiologische Messungen.

Die Vorstellung eines „Normalbewusstseins“ zur Unterscheidung zu VBZs wird allerdings auch kritisiert. So stellen gängige Theorien das Bewusstsein als Prozess da, der nicht als stabiler, „normaler“ Zustand begriffen werden kann. Ähnlich argumentiert auch schon Charles Tart selbst, der das Alltagsbewusstsein als nützliches Werkzeug in einem komplexen System von ständigen Veränderungen sieht. Somit wäre ein „Normalbewusstsein“ nur eine nützliche Konstruktion, um sinnvoll über Veränderungen zu sprechen. Die Erfahrung der „normalen psychischen Funktionen im Wachbewussten“ eignet sich auch für Dieter Vaitl als Maßstab für psychologische und neurobiologische Modelle der Bewusstseinszustände nur bedingt; auch sei unklar, wie Normalität definiert ist.
Charles Tart unterscheidet ebenso zwischen einem „altered state of consciousness“ und einem „identity state of consciousness“. Ein „altered state“ ist dabei definiert über eine unterschiedliche subjektive Erfahrung, wobei ein „identity state“ über einen signifikanten Unterschied verschiedener Parameter von anderen Zuständen definiert ist. Diese Parameter sind in Tarts Vorstellung über sein systemtheoretisches Modell festgelegt.
In einem stärker naturalistischen, informationsverarbeitenden Ansatz wird das Bewusstsein und seine Funktionen als Repräsentation der Welt verstanden. Damit verbunden ist eine gedankliche Trennung der aktuellen Bewusstseinsinhalte von einem grundlegenderen neuronalen, informationsverarbeitenden Mechanismus. Auch in dieser Vorstellung gibt es Definitionen für VBZs. Ein normales Wachbewusstsein ist dabei ein Zustand, in dem die bekannten Repräsentationen der Umwelt und des Selbst akkurate und zuverlässige Informationen liefern. Eine Änderung des Bewusstseinszustandes kommt demnach durch eine Fehlrepräsentation von Bewusstseinsinhalten zustande. Die „normale“ Repräsentation der Welt geht verloren und der „Zustand“ ist ein Zustand der bewussten Repräsentation. Ein Vorteil dieser Definition ist die Möglichkeit, nach Anzeichen für veränderte Mechanismen auch in physiologischen und neurologischen empirischen Daten zu suchen. Auch können damit temporäre und globale Änderungen des Zustandes von andauernden, neuronal begrenzten psychischen Krankheitsbildern abgegrenzt werden. António Damásio definiert ein Proto-Selbst als diejenige Repräsentation, die die Aufrechterhaltung der grundlegenden Körperfunktionen (Homöostase) infolge der Beteiligung von Hirnarealen wie dem Hirnstamm im Bewusstsein erzeugt. Die Veränderungen dieses „Statusmodells“ vom Körper im Gehirn könnten dann eine Veränderung des Bewusstseinszustandes bewirken.

### Zustände von wissenschaftlichem Interesse
Stanley Krippner unterscheidet zwanzig Zustände von näherem Interesse:
Schlaf, Traumschlaf, Einschlaferleben (Hypnagogie), Aufwacherleben (hypnopompischer Zustand), Hypervigilanz (Hyperalertness), Lethargie, Ekstase (rapture), Hysterie, Dissoziation (fragmentation), „Regression“, meditative Zustände, Trancezustände (reverie), Tagträume, „innere Wahrnehmung“ (internal scanning), Stupor, Koma, Gedächtniszugriff (stored Memory), „erweitertes“ Bewusstsein und „normales“ Wachbewusstsein.

## Bewusstseinsveränderung

### Definition
Bewusstseinsveränderung beschreibt den Prozess des Versetzens des Bewusstseins in einen veränderten Bewusstseinszustand. Häufig wird der Begriff Bewusstseinserweiterung synonym verwendet, auch wenn die Verwendung dieses Begriffes einschränkende Veränderungen auf das Bewusstsein zu ignorieren scheint. Manche Methoden zur Bewusstseinsveränderung, wie die Einnahme psychoaktiver Substanzen, oder die starke Veränderung des Spiegels körpereigener Botenstoffe durch extreme Anstrengung, Nahrungsentzug, Schlafentzug u. Ä. haben – als Nebeneffekt – auch bewusstseinsverändernde Folgen, die generell als Einschränkungen gelten. Dies gilt insbesondere bezüglich der Fahrtüchtigkeit bei jeder Art von Verkehrsmittel und bei fast allen beruflichen Tätigkeiten.

### Klassifizierung
Ein Klassifizierungsschema nach der Art der Entstehung bzw. Induktion veränderter Bewusstseinszustände stellt Dieter Vaitl auf:
- Spontan wie Tagträume und Nahtoderfahrungen
- Physisch und physiologisch wie durch Fasten und Sex
- Psychologisch beispielsweise durch Musik, Meditation oder Hypnose
- Durch Krankheiten wie Epilepsie oder Gehirnverletzungen induziert
- Pharmakologisch durch psychoaktive Substanzen
- Religiöse Bewusstseinsveränderung: Hiermit wird die Empfindung einer Einswerdung mit Gott (mit dem sogenannten höheren Selbst, der Natur, dem Universum) bezeichnet, wie sie aus allen Weltreligionen berichtet wird (vgl. Mystik). Ein wichtiges Merkmal kann die Ekstase sein, d. h. starke, blitzartige bis lang anhaltende Gefühlswallungen, gefolgt von einer Phase der Glückseligkeit, der Friedfertigkeit und der Anteilnahme am Leben anderer (vgl. Erleuchtung). Zu dieser Kategorie können auch Nahtoderfahrungen gezählt werden.

#### Arten
- Sensorische Bewusstseinsveränderung: Hierunter fallen die scheinbare oder reale Verstärkung von Sinneswahrnehmungen oder deren Vermischung (Synästhesien: „Farben schmecken, Töne riechen“), häufig hervorgerufen durch die Einnahme von bewusstseinsverändernden Drogen.
- Motorische Bewusstseinsveränderungen: Dies umfasst den Eindruck, physikalisch nicht erklärbare Handlungen vornehmen zu können (Flugerfahrungen, körperliche Höchstleistungen), die in einem Zustand der Stasis, aber von der betroffenen Person bewusst erlebt werden (vgl. auch Schlafparalyse, Hypnagoges Erleben, Traumyoga).
- Gezielte Bewusstseinsveränderungen: Von einer Person – z. T. mit fremder Hilfe – herbeigeführter Zustand der Konzentration auf eine Fragestellung, eine Person oder ein Ziel. Sie ist ein verbreitetes Verfahren in vielen spirituellen Traditionen, sowohl des Westens (Kontemplation, bestimmte Formen des Gebets und der Askese) als auch des Ostens (Meditation).
- Paranormale Bewusstseinsveränderungen: Spekulative Form der Bewusstseinsveränderungen, in der zum Beispiel sogenannte präkognitive Erfahrungen, d. h. die Wahrnehmung zukünftiger oder entfernter Ereignisse möglich sein sollen (vgl. auch Seher), auch Rückführungen in angeblich bereits gelebte Leben unter Hypnose.

### Methoden

#### Denken
Denken, das gewohnte Bahnen verlässt – das heißt, sich auf ungewohnte Weise in ungewohnte Gebiete hineindenken, – soll eine nachhaltige und gesunde bewusstseinsverändernde Wirkung haben. Es gibt eine ganze Reihe methodischer (z. B. Laterales Denken, Bildung) und einige wenige unmethodische Verfahren (Serendipität) des bewusstseinsverändernden Denkens. Hierüber schreibt R. Kapellner, dass es, subjektiv gesehen, zu dem Gefühl kommen kann, schneller und klarer zu denken. Es kann aber auch zu Gefühlen der Selbstentfremdung kommen, zu einem Verlust der Selbstkontrolle, jeweils mit negativen und positiven Emotionen einhergehend.

#### Meditation
Meditation und andere spirituelle Übungen können zu einer Veränderung des Bewusstseins führen. Erwartet werden sogenannte Transzendenzerfahrungen. Bei manchen der Übungen ist das letztendliche Ziel die Erfahrung der Erleuchtung, beschrieben unter anderem als die Erfahrung der Auflösung der Getrenntheit des Einzelnen von Allem.
Dabei kann man unterscheiden zwischen zwei entgegengesetzten, sich ergänzenden (d. h. komplementären) Grundmethoden. Nach der einen wird eine Bewusstseinsveränderung durch äußerste Konzentration und extreme Fokussierung auf einen Punkt (z. B. Samatha) erreicht. Nach der anderen geschieht dies im völligen Gegensatz dazu durch äußerste Öffnung und Erweiterung auf das Ganze um den Übenden herum durch Achtsamkeit (z. B. Vipassana). „Gewissheit der Nähe zum Überirdischen stellt sich insbesondere dann ein, wenn das Heilige sich dem Suchenden selbst offenbart, sei es nun im Traum oder in sonstigen Bildern, welche Zustände veränderten Bewusstseins dem Gläubigen darbieten. Die Geschichte jeder Religion, so auch die der christlich-judaischen, ist immer auch eine Geschichte von Visionen.“ Beispiele für Ausprägungen dieser Methoden lassen sich in allen Kulturen und Religionen finden.

#### Psychoaktive Substanzen
Einige Pilzarten, Kräuter, LSD und Meskalin zeigen eine bewusstseinsverändernde Wirkung und wurden traditionell in schamanischen Ritualen eingesetzt. Derartige Substanzen finden auch in der Psychotherapie mit Psychedelika Verwendung.

#### Körpereigene Botenstoffe
Das Gefühl der Bewusstseinsveränderung ist auch möglich im Rahmen der Über- oder Unterproduktion von körpereigenen Botenstoffen, die bei körperlicher Anstrengung, monotonen Rhythmen, extremer Freude, Dehydrierung, Unterzuckerung u. Ä. produziert bzw. gehemmt werden. Darunter fallen zum Beispiel Flow-Gefühle beim Sport, Discobesuch und Techniken im islamischen Sufismus.

#### Reizdeprivation
Eine weitere Möglichkeit der Herbeiführung von Zuständen veränderten Bewusstseins ist die Verringerung äußerer Reize (Reizdeprivation). Dies wurde unter anderem von Mönchen in Tibet angewandt (z. B. von Praktizierenden des Dzogchen), gehörte aber auch in vielen anderen spirituellen Strömungen zur Übung. Die Dunkelheit und Abgeschiedenheit unterirdischer Kammern und Höhlen reduziert die Stimulation des sensorischen Systems. In absoluter Dunkelheit und Stille soll es unter anderem zu einer ungewohnten Weite des visuellen Gedankenflusses kommen. Der sogenannte Isolationstank verhindert zusätzlich die sensorische Stimulation durch das eigene Körpergewicht und unterstützt den Eindruck der Bewusstseinsveränderung.

#### Bewusstes Träumen
Als ungewöhnliche Art der Bewusstseinsveränderung gilt der Klartraum, der seine systematischen Ursprünge im tibetischen Buddhismus hat, aber als physiologisches Phänomen seit einigen Jahrzehnten auch im Westen bekannt ist. Die Effekte während eines solchen luziden Traums ähneln zum Teil denen der Reizdeprivation. Fortgeschrittenen Übenden soll die komplette Steuerung der Traumumgebung möglich sein. Damit könnten sie die Grenzen unseres Wachbewusstseins im Schlaf überwinden.

## Prävalenz
Der Anteil verschiedener Bewusstseinszustände an der Erfahrungswelt des Menschen:
- 60 % Wachbewusstsein
- 12 % Tiefschlaf
- 10 % Leichtschlaf
- 8 % Traumschlaf
- 4 % Fakultativ veränderte Bewusstseinszustände
- 3 % Subtrance
- 2 % Tagträume
- 1 % Einschlaferleben
- 1 % Aufwacherleben

Das Vorkommen von ASCs nach verschiedenen Studien.
| ASC                                             | Population                   | Anteil positiver Antworten (Passie, 2007) | Quelle |
| ----------------------------------------------- | ---------------------------- | ----------------------------------------- | --- |
| Depersonalisation                               | Studenten                    | 23 % 46 %                                 | Roberts, 1960 Dixon 1963                                                                                  |
| Hypnoseartige Zustände                          | Studenten Normalprobanden    | 40–60 % 80–90 %                           | Shor 1960 As u. a. 1962                                                                                   |
| Mystische Zustände                              | Studenten                    | 29 % 30–40 % 28 % 45 %                    | Kokoszka 1992/93 Tart 1969 Palmer, 1979 Greeley & McGready 1979                                           |
| „Superficially altered states of consciousness“ | Studenten Normalprobanden    | 81 % 72–89 % 81,8 %                       | Kokoszka 1992/93 Shor 1960 Siuta 1987                                                                     |
| Religiöse Erfahrung                             | Normalpopulation Kirchgänger | 36,4 % 30–35 % 50 % 30–35 %               | Hay & Morisy 1978, Hay 1979 Hardy 1970, Back & Bourque 1970, Greeley 1975 Wuthnow 1976 Glock & Stark 1965 |

Weitere Prävalenzen nach Vaitl (2012) und Matthiesen (2007)
| ASC                                                                                    | Anteil positiver Antworten Vaitl (2012) | Quelle                                    |
| -------------------------------------------------------------------------------------- | --------------------------------------- | ----------------------------------------- |
| „Außergewöhnliches Erlebnis“ wie außersinnliche Wahrnehmung oder paranormale Erfahrung | insg. „fast 75 %“                       | Bauer und Schtsche 2003 Beltz 2009        |
| Außerkörperliche Erfahrung                                                             | 22–36 %                                 | Alvarado 2000                             |
|                                                                                        | Matthiesen (2007)                       |                                           |
| Nahtoderfahrung                                                                        | 5–10 %                                  | Gallup & Procter 1982 Schmied et al. 1997 |

Nach der häufig zitierten Studie von Erika Bourguignon aus dem Jahr 1973 kultivieren 90 % von weltweit 488 untersuchten Gesellschaften Rituale und Praktiken der Bewusstseinsveränderung. Alle Kulturen unterscheiden dabei zwischen krankhaften und gesunden Bewusstseinszuständen.

## Phänomenologie des veränderten Bewusstseins
Bewusstseinszustände und Bewusstseinsstrukturen sind äußere Zuschreibungen und als solche nicht direkt erfahrbar. Der phänomenologische Ansatz konzentriert sich deshalb auf die unmittelbare subjektive Erfahrung und versucht mit Hilfe von Fragebögen und Systematisierung Strukturen und Zustände zu identifizieren.
Arnold M. Ludwig (1966) unterscheidet sieben Aspekte veränderter Wachbewusstseinszustände:
1. Veränderung des Denkens
2. Gestörter Zeitsinn
3. Kontrollverlust
4. Veränderung der Emotionalität
5. Körperschemaveränderung
6. Wahrnehmungsveränderung
7. Verändertes Bedeutungserleben

Adolf Dittrich (1985, 1998) identifiziert aufbauend auf dem APZ-Frageboden (Außergewöhnliche psychische Zustände) fünf „Kernerfahrungen“ veränderter Bewusstseinszustände, die unabhängig von der Methode sind, wie sie erreicht werden. Dazu zählt er:
- Ozeanische Selbstentgrenzung (OSE)
- Angstvolle Ich-Auflösung (AIA)
- Visuelle Umstrukturierung (VUS)
- Auditive Veränderung (AVE)
- Vigilanzreduktion (VIR)

Weiterhin existiert der PCI-Fragebogen (Phenomenology of Cousciouness Inventory) von Roland Pekala, welcher die Aufmerksamkeitsleistung in den Mittelpunkt des Interesses stellt. Wie beim APZ/OAVAV sollen damit retrospektiv (also nach einer Erfahrung) Bewusstseinszustände anhand von phänomenologischen Parametern unter standardisierten Bedingungen ermittelt werden. Der Fragebogen besteht aus 53 Merkmalen, die in 12 „Dimensionen“ unterteilt sind. Eine allgemeine Ausrichtung auf veränderte Bewusstseinszustände liegt auch dem ASASC-Fragebogen (Assessment Schedule of Altered States od Counsciousness) von Renaud van Quekelberghe (1991) zugrunde.
Daneben gibt es noch eine Reihe weiterer Fragebogeninstrumente, welche aber meist auf spezielle Bewusstseinszustände abgestimmt sind; so den Near Death Experience Scale von Bruce Greyson (1983) zur Erfassung von Nahtodeserlebnissen oder den Mystical Experience Scale von Ralph W. Hood (1975) zur Einteilung von mystischen Erfahrungen. Trotz verschiedener methodischer Schwierigkeiten und grundlegenden Grenzen einer wissenschaftlich durchgeführten introspektiven bzw. retrospektiven Methode zeigen Fragebögen wie der OAVAV und der PCI eine gute Aussagekraft und Zuverlässigkeit.
Julien Silverman beschreibt verschiedene Merkmale, die einen veränderten Bewusstseinszustand auszeichnen:
- Störung der Aufmerksamkeit, Konzentration, Urteilsfähigkeit und des Gedächtnisses
- Gestörtes Zeiterleben
- Schwierigkeiten der Selbstkontrolle und Realitätskontrolle
- Veränderungen der Emotionalität, des Körpererlebens und Bedeutungserlebens

In der Vergangenheit wurden viele phänomenologische Untersuchungen mit Hilfe von psychotropen Substanzen und anderen Techniken durchgeführt, um das Bewusstsein gezielt zu beeinflussen. Roland Pekala nennt unter anderem psychedelische Drogen, EEG-basiertes Biofeedback, Meditation, Hypnose und Cannabiskonsum. Allgemein wird die Reliabilität und Validität phänomenologischer Forschungsergebnisse auch heute diskutiert. Die Schwierigkeit ist, dass sich mentale Phänomene nicht isolieren lassen. Ebenso gibt es für keine Skala zur Einteilung von Bewusstseinsqualitäten eine Möglichkeit, diese auf physiologische oder neuronale Messwerte und Modelle abzubilden.

## Geschichte der Forschung und Modellbildung

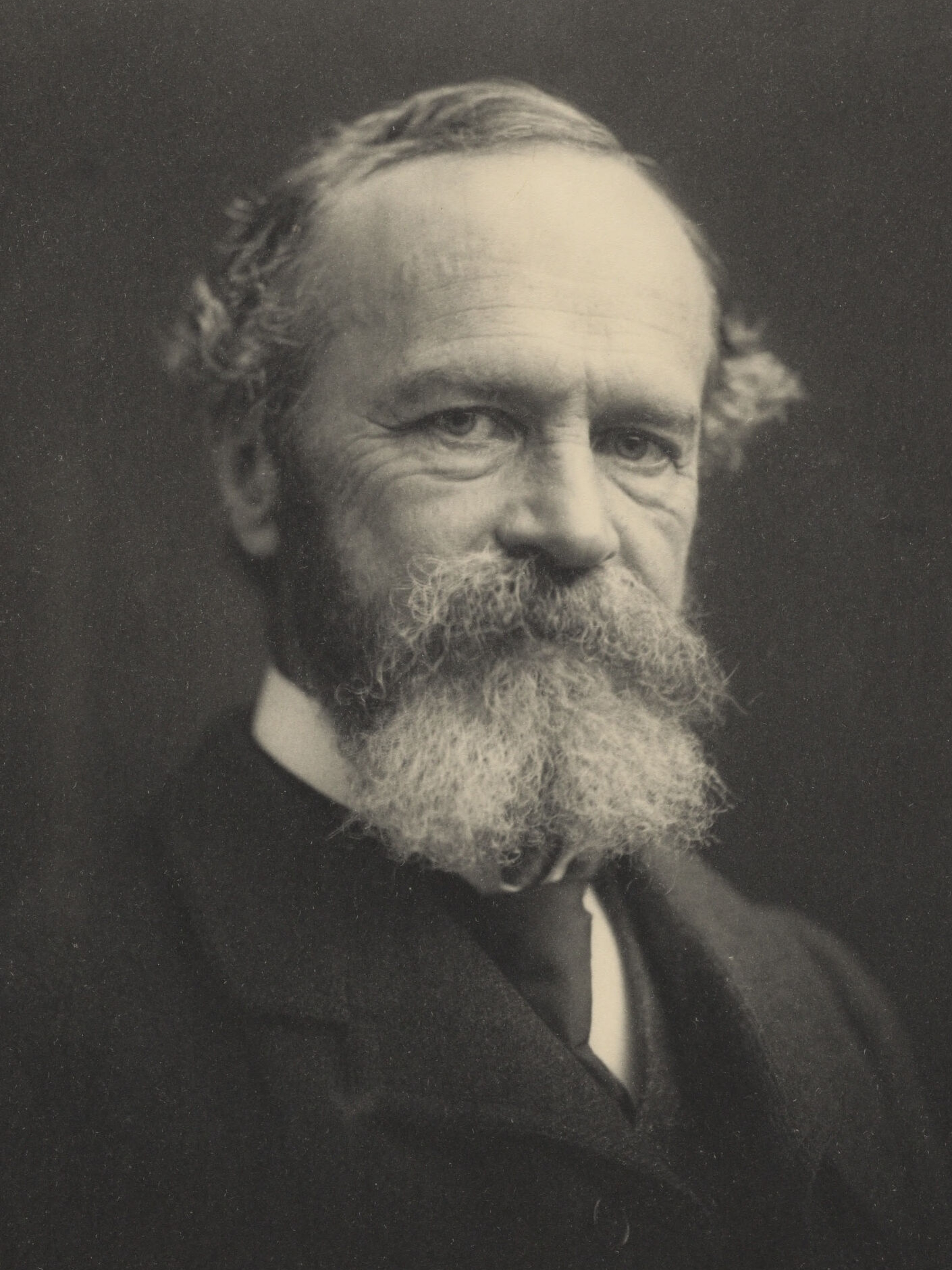
William James

Besonders tranceähnliche Zustände erregten das Interesse der Forscher im 19. Jahrhundert und führten zu ersten Beschreibungs- und Erklärungsansätzen. Für den Anthropologen Sir Edward Tylor waren Phänomene wie Visionen oder der Besessenheitsglaube Ausdruck primitiver Kulturen. Pioniere in der systematischen deskriptiven Erforschung der subjektiven Erfahrung waren Franz Brentano und William James. Erste Modelle über Bewusstseinsprozesse und zur Aufmerksamkeitssteuerung stammen von den Experimentalpsychologen Wilhelm Wundt und Edward Bradford Titchener. Wilhelm Wundt ordnete Bewusstsein nach grundlegenden statischen Elementen, Brentano dagegen nach Ereignissen und James nach Prozessen. Die philosophische Strömung der Phänomenologie zu Beginn des 20. Jahrhunderts führte zur Abgrenzung und Definition vieler qualitativer Merkmale des Bewusstsein. Dieser Forschungsansatz ist nach wie vor der einzige Zugang zu jeder Beschreibung und Einteilung von bewusstseinsverändernden Erfahrungen. Mit einem deskriptiven, phänomenologischen Ansatz dokumentierten Traugott Konstantin Oesterreich (1921) und William James (1902) detaillierte Beschreibungen von veränderten Bewusstseinszuständen. Erste systematische Modelle über veränderte Bewusstseinserfahrungen stammten von Richard Müller-Freienfels (Zur Psychologie der Erregungs- und Rauschzustände, 1910) und Siegfried Behn (1914). Behn unterteilt aus religionspsychologischem Interesse veränderte Bewusstseinszustände in unterwache und überwache. Die Entwicklung der Psychoanalyse führte dagegen eher wieder zu einer Psychiatrisierung und Pathologisierung veränderter Bewusstseinszustände. Mit dem Aufkommen des Behaviorismus wurde die Erforschung subjektiver Bewusstseinsprozesse und -strukturen nahezu aufgegeben. Die Forschungsmethode der Introspektion geriet zu Beginn des 20. Jahrhunderts in Verruf. Ihr wurde von Vertretern der Gestaltpsychologie vorgeworfen, nur die Qualität und Intensität der Erlebniskategorien zu beachten, die Bedeutungsebene aber nicht abzubilden. Einer der Hauptkritikpunkte an der Introspektion war die Feststellung, dass introspektiv ermittelte Daten in der Regel in einem retrospektiven Prozess ermittelt wurden. Die Probanden müssen sich an die veränderten Zustände erinnern, sie benennen und beschreiben. Dieses Problem scheint durch die modernen bildgebenden Verfahren, die Veränderungen zeitnah aufzeichnen können, zumindest teilweise beseitigt.
In Europa wurde zunehmend die „klassische Introspektion“ des 19. Jahrhunderts in der phänomenologischen Psychologie, der Psychoanalyse und die Gestaltpsychologie weiterentwickelt, während sie in den USA dagegen besonders vom Behaviorismus verdrängt wurde. Nicht zuletzt war die Aufgabe der Introspektion ein politischer, vom Zeitgeist getragener Wechsel der vorherrschenden wissenschaftlichen Methoden.
Erst in den 1960er-Jahren mit der sogenannten kognitiven Wende wurden introspektive Methoden wieder zu einem legitimen Forschungsgegenstand. Die klinisch-wissenschaftliche Erforschung der Hypnose, das zunehmende Interesse an Träumen und sensorischer Deprivation und besonders die neuen technischen Möglichkeiten, hiermit empirische und experimentell manipulierbare Untersuchungen durchzuführen, führten erneut zu einem größeren Interesse an veränderten Bewusstseinszuständen. So wurde argumentiert, dass die in den Neurowissenschaften angenommenen Korrelationen zwischen mentalen und neuronalen Zuständen besser genutzt werden können, wenn man die mentalen Zustände besser untersucht. Auch erfüllten sich die Ansprüche der Behavoristen an eine Vorhersehbarkeit und Kontrolle des Verhaltens nicht in dem für einen naturwissenschaftlichen Ansatz erwarteten Maß. So war auch der Wechsel zurück zu Methoden der Introspektion keine wissenschaftliche Revolution, sondern ein breiter Prozess, der auch von gesellschaftspolitischen Kräften getragen wurde und die alten Ansätze nicht völlig verdrängte. Die Arbeit von David Lieberman erwies sich dabei als ähnlich richtungsweisend wie die von John B. Watson sechzig Jahre zuvor, die den Behaviorismus begründete.
In der New-Age-Bewegung fanden die introspektiven Methoden zu veränderten Bewusstseinszuständen und insbesondere durch die Verwendung psychedelischer Substanzen auch ein breites populärwissenschaftliches Interesse. Die Rezeption der wichtigsten Publikationen dieser Zeit fasste 1970 Charles Tart in seinem populären Werk Altered States of Consciousness zusammen. Ausgehend von dem psychologischen Aspekt von Bewusstseinszuständen entwickelten sich seitdem mehrere Konzepte zur Beschreibung und Kartierung des subjektiven Erfahrungsraumes. Die Hochzeit der Introspektion und der Experimente mit psychedelischen Substanzen endete in den 1970er-Jahren. Einerseits machte eine weltweit restriktive Drogenpolitik viele Forschungsansätze schwierig oder unmöglich. Andererseits beflügelte das Aufkommen vieler neuer technischer Möglichkeiten wie der Elektroenzephalografie die Hoffnung auf schnelle und tiefgreifende Erkenntnisse. Moderne bildgebende Verfahren aus der Hirnforschung wie die Positronen-Emissions-Tomographie (PET) oder die Funktionelle Magnetresonanztomographie (fMRT) können aufklären, welche Hirnstrukturen und -prozesse an der Entstehung und Aufrechterhaltung des Bewusstseins beteiligt sind. Der erwartete Durchbruch wie die Entschlüsselung des „Sitzes des Bewusstseins“ oder des genauen Zusammenhanges zwischen Frequenzbändern im EEG und der damit assoziierten Erfahrung stellte sich jedoch nicht ein.
In der Medizin und Psychiatrie wird Bewusstsein selbst heute nicht definiert, sondern Eigenschaften des Erlebens wie Klarheit, Vigilanz (Wachheit) und Gedächtnis. Ebenso wie das phänomenale Bewusstsein selbst besitzen auch Bewusstseinszustände eine evolutionäre Geschichte und somit funktionale evolutionäre Vorteile. So spielen auch evolutionsbiologische Ansätze in der Bewusstseinsforschung eine Rolle; in Bezug auf die Erforschung von veränderten Bewusstseinszuständen steht dieser Ansatz allerdings noch ganz am Anfang.

## Modelle
Die historisch und aktuell diskutierten Modelle der Bewusstseinszustände sind sehr heterogen, dies gilt auch für die heute wichtigen neurowissenschaftlichen Ansätze. So sind alle Versuche, Veränderungen des Bewusstseins auf zentrale Mechanismen der Hirnphysiologie zurückzuführen und damit die Modelle zu vereinfachen und zu vereinheitlichen, bisher gescheitert. Trotzdem sind in der aktuellen Forschung die neurowissenschaftlichen Modelle weiterhin in der Überzahl. Daneben dienen Modelle aus der Psychologie eher als Erklärungsansätze und Deutungsrahmen. Modelle, welche alle Bewusstseinszustände beschreiben sollen, werden in der Regel ohne eine umfassende empirische Überprüfung aufgestellt. Dagegen sind spezielle Modelle und Erklärungsansätze, die einzelne oder wenige Bewusstseinszustände beschreiben, experimentell meist besser untersucht. Traditionelle, religiöse Modelle haben nach wie vor ihre Vertreter und spielen für psychotherapeutische Behandlungsmethoden zunehmend eine Rolle. Ähnliches gilt für Bewusstseinsmodelle und Psychotherapien der transpersonalen Psychologie.

### Deskriptive Modelle
Klaus Thomas führt die Unterscheidung zwischen unterwachen und überwachen Zuständen von Siegfried Behn fort und erweitert sie, indem er einerseits die unterwachen Bewusstseinszustände in „Zustände des Schlafes“ und „religiöse Zustände“ differenziert und andererseits vier neue Klassen von außerwachen Zuständen einführt.
Die Hypnoseforscherin Erika Fromm entwickelt, aufbauend auf Sigmund Freuds Unterscheidung zwischen Primärprozessen und Sekundärprozessen im psychischen Erleben, die Theorie, dass jeder Bewusstseinszustand sich in einem Kontinuum zwischen einem Primärprozess und Sekundärprozess befindet. Dieses erweitert sie dann auf fünf „Dimensionen“, wobei das Erleben beispielsweise zwischen Phantasie und Realitätsorientierung, bildlicher Vorstellung und Konzeptualisierung variiert. Fromm versucht so die Dynamik von Traumarbeiten, aber auch die Funktionsweise der Hypnose zu erklären. Mit Hilfe einer gezielten Variation zwischen Primär- und Sekundärprozessen sollen so auch Ansätze zur Erklärung und Therapie psychotischer Zustände ermöglicht werden.

### Neurophysiologische Modelle
Modelle der kognitiven Neurowissenschaften gehen von der These aus, dass neuronale Strukturen und Prozesse ein wichtiger oder wesentlicher Bestandteil der Erklärungen für VBZs sind. Im Bereich der Neurowissenschaften gibt es mehrere Einzelhypothesen zu spezifischen Aussagen über die Bildung von Bewusstseinsprozessen. Diese sind aber weit entfernt davon, allgemeine und universelle Aussagen über die Entstehung von Bewusstseinsqualitäten oder gar über Bewusstseinszustände zu machen.
So spielen beispielsweise NMDA-Synapsen eine wichtige Rolle bei der Bildung und Erhaltung von mentalen Repräsentationen. Auch ist bekannt, dass das cholinerge Neurotransmittersystem den Schlaf-Wach-Rhythmus und die REM-Phasen steuert. Pharmakologische Störungen dieser Synapsen können so zu einer Veränderung der Repräsentation externer Zusammenhänge führen; Wahrnehmungsinhalte verlieren ihre bekannte Struktur und werden als „außergewöhnlich“ erlebt.
Veränderungen im Bewusstseinszustand sind eng mit dem sogenannten Arousal-System verbunden, welches eine Grundaktivierung des Gehirns aufrechterhält. Zu diesem System werden unterschiedliche Regionen des Gehirn mit jeweils verschiedenen Funktionen gezählt. Diese werden auch als LCCS (Limited Capacity Control System, dt. ‚Limitiertes Kapazitätskontrollsystem‘) bezeichnet. Dieses LCCS ist sowohl für eine anhaltende Wachheit als auch für die temporäre selektive Aufmerksamkeit verantwortlich. Werden nun Reize als neu und komplex bewertet, dann wird das LCCS aktiviert; dessen begrenzte Fähigkeit der Verarbeitung spiegelt die begrenzte Fähigkeit zur Aufmerksamkeit wider.

#### Aufmerksamkeitsleistungen
In vielen Modellen und Konzepten ist die Aufmerksamkeit nicht nur ein Merkmal des Bewusstseins unter vielen, sondern bildet die zentrale Qualität des bewussten Seins ab. Anhand der Variation der Aufmerksamkeit wird dann die Variation des Bewusstseins generell beschrieben und zur detaillierten Analyse wird sie in verschiedene Eigenschaften unterteilt.
Aus den Erfahrungen mit Schizophreniepatienten und LSD-Konsumenten entwickelte der amerikanische Psychologe und Neurophysiologe Julien Silverman 1968 ein Modell der veränderten Bewusstseinszustände. Dazu betrachtete er besonders die Aufmerksamkeitsleistung, die er anhand von psychologischen und neurophysiologischen empirischen Untersuchungen modellierte. Jedes Merkmal der Aufmerksamkeitsleitung beschreibt dabei eine Reaktion und einen möglichen Reaktionsmechanismus. Die fünf Dimensionen dieser Aufmerksamkeitsmerkmale sind beispielsweise die Differenzierungsfähigkeit und Ablenkbarkeit. So wird von Silverman jeder Person ein bestimmter „Aufmerksamkeitstil“ zugeordnet und veränderte Bewusstseinszustände können dann anhand dieser Parameter charakterisiert werden. Dadurch wird ein multidimensionaler Rahmen geschaffen, mit dessen Hilfe Bewusstseinszustände klassifiziert werden können.
Den Fokus auf die Aufmerksamkeit und ihre Parameter legten ebenso Steven M. Fishkin und Ben Morgan Jones. Ihr Modell geht von der Feststellung aus, dass der Inhalt des Bewusstseins nur davon bestimmt ist, was und wie etwas in die Aufmerksamkeit gelangt. Die Aufmerksamkeit funktioniert dabei wie ein Fenster, welches alles steuert, was ins Bewusstsein kommen kann. Dieses Fenster variiert nun in verschiedenen Parametern wie Größe und Bewegungsgeschwindigkeit. Insgesamt unterscheiden Fishkin und Jones acht Parameter und können so jedem Bewusstseinszustand bestimmte Ausprägungen dieser Parameter zuordnen.

#### Kontinuum der ergotropen und trophotropen Erregung
Der Psychopharmakologe Roland Fischer stellte 1971 sein Modell der Bewusstseinszustände in Cartography of the ecstatic and meditative states vor. Seine Arbeiten stützen sich auf langjährige Experimente mit psychedelischen Substanzen wie Psilocybin und LSD. Fischer baut auf dem Konzept von zwei reziproken zentralnervösen Systemen, dem ergotropen System und dem trophotropen System, auf. Das „normale“ Erleben bewegt sich danach auf einem Kontinuum der ergotropen Erregung hin zu einem übererregten Zustand, zu ekstatischen und psychotischen Erfahrungen und auf dem Kontinuum der trophotropen Erregung hin zu einem untererregten Zustand wie dem Samadhi-Zustand der Yoga-Tradition. Die ergotrope Richtung der Übererregung ist für Fischer die in der westlichen Tradition bekannte und übliche, die trophotrope Richtung ist die durch meditative Übungen hervorgerufene in den östlichen Traditionen.
Beide Extreme bedeuten auch eine Ausrichtung der Aufmerksamkeit auf innerpsychische Vorgänge und weg von der Sinneswahrnehmung. Fischer meint, die gegenseitige Ausschließung beider Erregungssysteme anhand von physiologischen Daten wie EEG-Muster und Augenbewegungen belegen zu können. So können bei halluzinatorischen Erfahrungen vermehrt desynchronisierte Elektroenzephalogramme festgestellt werden, bei tiefer meditativer Versenkung dagegen eine hohe Synchronisation. Weiterhin dient ihm das Verhältnis zwischen sensorischer und motorischer Aktivität zur Differenzierung von Bewusstseinszuständen. Ist die sensorische Aktivität erhöht und die motorische vermindert, so sei das ein Merkmal für Traumschlaf, Tagträume oder Halluzinationen. Der sogenannte S/M-Wert ist dann hoch. In späteren Veröffentlichungen unterscheidet Fischer drei „Raum-Zeiten“, die physische, die sensorische und die zerebrale Raum-Zeit. Äußere Objekte werden demnach in der sensorischen Raum-Zeit wahrgenommen und in der zerebralen Raum-Zeit mit einer Bedeutung versehen. Damit werden die physische Welt, die Welt der Bedeutung und die Welt der „rohen“ Sinnesdaten unterschieden, wobei beim gesunden Menschen alle drei Welten fortwährend Informationen austauschen. Veränderte Bewusstseinszustände zeichnen sich dann jeweils durch spezifische Unterschiede in diesen Raum-Zeiten aus.
Fischers Modell der Erregungsskala postuliert somit eine sich gegenseitig ausschließende Existenz von „normalen“ und exaltierten Zuständen. Das „Ich-Erleben“ findet sich in der Mitte der Skala, das „Selbst-Erleben“ an deren beiden Extremen. Eine Verbindung zwischen beiden wäre somit in der Mitte möglich; also in Träumen und in halluzinatorischen Zuständen. Mit seinem Ansatz verbindet Fischer die westliche und östliche Einteilung von veränderten Bewusstseinszuständen auf Basis einer neurophysiologischen Theorie der Erregung.

### Funktionelle Neuroanatomie

#### Funktionelle Hypofrontalität
Das menschliche Gehirn ist aus neuroanatomischen Strukturen aufgebaut, die sich im Laufe der Evolution entwickelt haben. Betrachtet man aus dieser Sicht diese Strukturen als hierarchische Organisation, dann können auch die „Bewusstseinsschichten“ diesen zugeordnet werden. Dittrich (2003) entwickelte daraus ein hierarchisches Modell des Bewusstsein, an dessen Spitze die dorsolaterale Region steht. Veränderte Bewusstseinszustände werden in diesem Modell durch den temporären Ausfall verschiedener präfrontaler Regionen erklärt. Es zeigt sich, dass alle untersuchten VBZs mit einer Hemmung der frontalen Region korrelieren. Durch das Fehlen oder die Verminderung der präfrontalen Funktionen – wie Selbst-Modellierung, Denken und Gedächtniszugriff – werden andere Regionen der Großhirnrinde aktiver. So lassen sich viele phänomenologische Veränderungen während des Träumens, der Meditation und der Einnahme psychedelischer Substanzen erklären.

#### Diskonnektivität
Eine Veränderung oder Auflösungen der funktionalen Konnektivität (Diskonnektivität) zwischen Thalamus und Kortex ist ein Erklärungskonzept für veränderte Bewusstseinszustände. Beide sind normalerweise über die Gamma-Oszillation von 40 Hz miteinander verbunden (oszillatorische Resonanzaktivität).

### Neurochemische Modelle

#### CSTC Loop Model
Veränderte Bewusstseinszustände können durch endogene (körpereigene) oder exogene Neurotransmitter ausgelöst werden. Diese Möglichkeit machen sich viele Experimente zu Nutze, um die neurophysiologischen Korrelate veränderter Bewusstseinszustände zu erforschen. Der Schweizer Psychiater Franz Xaver Vollenweider untersucht die Wirkung von Halluzinogenen im Gehirn mit Hilfe von bildgebenden Verfahren. Daraus erstellte er ein Regelkreis-Modell, welches psychedelische Symptome als Folge einer verminderten Hemmung mentaler Aktivitäten erklärt. Wenn der Thalamus die Reize nicht mehr ausreichend filtern kann, wird der Kortex „sensorisch überflutet“. Dieser verliert demnach die Fähigkeit zur Integration von Information, wodurch es zu einer Ich-Auflösung und Depersonalisation kommen kann. Der hemmende Einfluss des Striatums auf den Thalamus verhindert dabei die „sensorische Überflutung“. Das CSTC-Modell umfasst die vier Neurotransmitter Serotonin, GABA, Dopamin und Glutaminsäure und beschreibt fünf Regelkreise. Vollenweiders Arbeiten zeigen unter anderem, dass psychedelische und psychotische Symptome nicht einzelnen Hirnregionen zugeordnet werden können. Er konnte zeigen, dass die Dimensionen im APZ-Fragebogen (siehe Phänomenologie) mit einer metabolischen Veränderung korrelieren.

#### Meta-Repräsentationen
Eine weitere Theorie basiert auf der Vorstellung von „Meta-Repräsentationen“. Sie besagt, dass nicht nur einzelne Neuronen, sondern ganze Gruppen einen bestimmten Sinnesreiz repräsentieren. Werden dann die NMDA-Synapsen dieser Gruppen gestört, so fallen stabile Wahrnehmungsinhalt auseinander und werden als „außergewöhnlich“ wahrgenommen.

### Pharmakologie
Psychedelische Substanzen können eine gezielte Veränderung des Bewusstseinszustandes hervorrufen. Die bekannten Verbindungen lassen sich nach Stoffklasse und Wirkung in vier Klassen einteilen:
- serotonerge Psychedelika wie LSD und Mescalin
- psychedelische und dissoziative Anästhetika
- entaktogene
- weitere Substanzen wie Cannabis und Kokain

Die Wirkung psychedelischer Substanzen wird vom „Set“, der Einstellung und Erwartung des Konsumenten, sowie vom „Setting“, also den Umständen der Einnahme oder Verabreichung, erheblich mitbestimmt. Nach Timothy Leary machen diese Bedingungen sogar 99 % der Erfahrungen aus. Diese Einschätzung wird heute im Prinzip bestätigt, wodurch sich Einschränkungen für placebokontrollierte Studien ergeben. Aber auch eine breite Anerkennung von Psychotherapien auf der Basis von psychedelischen Substanzen ist erschwert – wegen der Abhängigkeit ihrer Wirkungen von Set und Setting und somit der Möglichkeit, zuverlässige Behandlungserfolge zu erzielen. Dennoch sind Experimente mit Psychedelika in der neurowissenschaftlichen Grundlagenforschung seit einigen Jahren wieder fest etabliert. Nach Dieter Vaitl sind pharmakologisch induzierte Bewusstseinsveränderungen nicht mehr vom Individuum steuerbar, wogegen „erlernte Bewusstseinszustände“, auch wenn sie phänomenologisch nicht verschieden sind, weiterhin für das Individuum steuerbar und insbesondere beendbar bleiben.

#### Techniken zur Aktivierung endogener Neurotransmitter
Nach Adolf Dittrich et al. eignen sich eine Reihe traditioneller und moderner psychotherapeutischer Techniken, über die Beeinflussung körpereigener Neurotransmitter veränderte Wachbewusstseinszustände herzustellen. Dazu gehören beispielsweise Reizentzug (Deprivation), Reizüberflutung, Schlafentzug, Fasten, Körperübungen, Atemtechniken, Sex, Schmerz, Musik, Tanz, Hypnose und Meditation.

### Systemtheoretisches Modell nach Charles Tart
Charles Tart beschreibt das Normalbewusstsein nicht als einen naturgegebenen Zustand, sondern als eine komplexe Konstruktion, welche sich aus dem Zusammenspiel vieler Subsysteme ergibt. Die Grundlage des Bewusstseinssystems besteht demnach aus gegebenen physischen und psychischen Strukturen, der Fähigkeit zu selektiver Aufmerksamkeit und programmierbaren Strukturen. Das Bewusstsein erfüllt die Funktion der Wahrnehmung und Bewältigung der Umgebung. Dies erreicht es nur durch eine Reihe von Stabilisierungsprozessen. Eine Änderung hin zu einem klar abgrenzbaren VBZ erfolgt dann durch eine Störung in Form von Reizen oder anderen Einflüssen. Dazu unterscheidet Tart Einflüsse, die das Normalerleben umstrukturieren, und solche, die Strukturen zur Etablierung eines veränderten Bewusstseinszustandes begünstigen.

### Modelle in Religionen
Auch in verschiedenen Religionen gibt es Modelle über veränderte Bewusstseinszustände. Die umfangreichsten Erfahrungen und Landkarten gibt es in den sogenannten östlichen Religionen wie dem Buddhismus und der Yoga-Tradition. Das Charakteristische an diesen Modellen ist die Fokussierung auf meditationsspezifische Zustände, also Zustände, die mit Hilfe von Meditation oder ähnlichen Methoden realisiert werden. Ein weiteres spezifische Merkmal dieser religiösen Modelle ist die normative Ausrichtung. VBZs werden in wünschenswerte höhere und niedere Zustände eingeteilt und hierarchisch geordnet. Auch in der christlichen Tradition gibt es vereinzelt Stufenmodelle des Bewusstseins. So beschreiben Pseudo-Dionysius Areopagita und Johannes vom Kreuz einen dreiteiligen Weg, Teresa von Ávila eine „Seelenburg“, in der sich sieben „Wohnungen“ befinden.

## Merkmale individueller Dispositionen

### Variabilität
Roland Fischer beschreibt bei Probanden die Eigenschaft der Variabilität als Merkmal einer psychophysischen Reaktivität des Menschen. Probanden mit einer hohen Variabilität reagieren auf Halluzinogene stärker. Vermutet wird, dass sie die Drogenerfahrung besser mit der gewöhnlichen Erfahrung vergleichen können.

### Absorption
Das individuelle Merkmal der Absorption beschreibt die Fähigkeit einer Person, sich stark auf Wahrnehmungsinhalte zu fokussieren. Nach Ulrich Ott korreliert es mit neurobiologischen Grundlagen. Absorption wird im Zusammenhang mit Hypnose, dissoziativen Prozessen und allgemeiner Aufmerksamkeitssteuerung erforscht. 1974 entwickelte der amerikanische Psychologe Auke Tellegen einen Fragebogen, welcher zu einer Einordnung von Merkmalen in der Tellegen Absorption Scale (TAS) führte. Diese wurde seitdem mehrfach modifiziert.
Die Disposition „Absorption“ lässt sich auch als Offenheit für Erfahrungen beschreiben. Faktorenanalysen ergaben, dass alle verwendeten Aspekte positiv miteinander korrelieren. 1992 identifiziert Tellegen sechs „Dimensionen“:
- intensive emotionale Reaktion auf bewegende Reize wie Musik
- Synästhesie
- verstärktes bildhaftes Erleben (cognition)
- Selbstvergessenheit
- lebendige bildhafte Erinnerungen
- erhöhte Achtsamkeit

Die Disposition zur Absorption besitzt einen hohen erblichen Anteil, mit bis zu 44 % sogar den höchsten Wert für eine Charaktereigenschaft nach dem TCI (Temperament and Character Inventory). Diese Erkenntnis legt die Vermutung nahe, dass neurophysiologische Funktionen und Strukturen für die Absorptionsfähigkeit zentral sind. Vermutet wird der Einfluss von serotonergen und dopaminergen Systemen, aber genauere Erkenntnisse sind nicht bekannt. Daneben ist bekannt, dass auch die Erziehung einen Einfluss auf die Absorptionsfähigkeit hat.

## Anwendung und Nutzen veränderter Bewusstseinszustände
Die weltweite Verbreitung von Ritualen und Techniken zur Bewusstseinsveränderung steht im Kontext von medizinischen und religiösen Anwendungen. So sind beispielsweise Praktiken im sibirischen Schamanismus oder Meditationstechniken bedeutende anthropologische Konstanten. Aber auch in der modernen Medizin und Psychotherapie werden veränderte Bewusstseinszustände wie bei der Hypnose, beim Autogenen Training oder für Imaginationstechniken benutzt. Ebenso kann der Einsatz von psychoaktiven Substanzen zur Unterstützung verschiedener Therapieformen wie zur Intensivierung einer tiefenpsychologischen Behandlung in einer psycholytischen Psychotherapie dienen. Auch transpersonale Therapieverfahren wie das Holotrope Atmen bedienen sich veränderter Bewusstseinszustände.
Weltweit gesehen ist die Nutzung veränderter Bewusstseinszustände in vielen Kulturen deutlich ausgeprägt. Ihre Anwendung wird dann meist in einem rituellen, kulturellen Rahmen praktiziert, um ihre Wirkung zu kontrollieren und zu maximieren. Der Nutzen reicht von sozialer Integration, Initiation, Lebensschulung, Erwerb und Vermittlung von Wissen, künstlerischer Unterhaltung und Divination bis zur Erleuchtung. Einen besonderen Stellenwert nehmen psychische und physische Heilungsanwendungen ein sowie schamanische Rituale in Bezug auf Geburt, Tod und Sterben.
Arnold M. Ludwig sieht den Nutzen von VBZs nicht nur im psychologischen und sozialen Bereich, sondern auch im biologischen. Veränderte Bewusstseinszustände stellen danach eine Möglichkeit der Anpassung an ungewöhnliche Lebensbedingungen dar. Die Verbreitung und das generelle vorhandene Potential, sie zu realisieren, machen für Ludwig die allgemeine Bedeutung von VBZs aus. Dabei nennt er aber auch eine Reihe von „Fehlanwendungen“ (maladaptive expressions) wie die Flucht vor der Realität mit Hilfe von psychedelischen Drogen.

## Speziell zu Arten und Methoden der Bewusstseinsveränderung